# Alternança
L'alternança es dona quan, en la successió de versos s'alterna en les rimes pel que fa al seu accent; si un acaba en paraula
aguda -vers masculí-, el següent ho fa en paraula plana o esdrúixola -vers femení-. Dins la poesia catalana antiga predominen els versos sense alternar i acabats en paraula aguda.
També podem trobar alternança de rima en les estrofes; si una acaba en vers femení, la següent comença en vers masculí.
Un exemple de composició poètica emprant aquest tipus d'estructura el tenim en el següent fragment:
 Cantant, cantant, nasqué la infàmia,

 i descantant la redempció:

 el Comte Arnau tenia l'ànima

 a la mercè d'una cançó.

 Lo que la mort tanca i captiva,

 sols per la vida és deslliurat:

 basta una noia amb la veu viva

 per redimir la humanitat.

 Joan Maragall